# Rachetă balistică intercontinentală
Racheta balistică intercontinentală (en. intercontinental ballistic missile, prescurtat ICBM) este o rachetă sol-sol balistică cu rază lungă de acțiune (peste 5,500 de km). După faza de ascensiune, în care este folosit motorul pentru propulsie, racheta iese din atmosferă și folosește energia acumulată în timpul ascensiunii pentru a coborî spre țintă, deplasându-se pe o traiectorie balistică.
Transportă în mod exclusiv focoase termonucleare.
Sistemul de navigație este de obicei de tip de inerțial cu giroscop, folosind date geodezice culese de sateliți. Uneori este folosit un sistem combinat astro-inerțial, care conține și sisteme de navigație astronomică, cu corecție stelară.
La tipurile actuale, combustibilul este solid.
Poate transporta mai multe vehicule de reintrare independente (MIRV) (3-10), fiecare țintit independent .
Aceste rachete au preluat cea mai mare parte a funcțiilor de descurajare nucleară de la bombardierele strategice.

## ICBM-uri specifice

### ICBM-uri terestre
Rusia, Statele Unite, China, Coreea de Nord și India sunt singurele țări care au în posesie ICBM-uri terestre, Israelul tot a testat ICBM-uri, doar că nu se știe nimic despre folosirea lor în lupte.
În prezent, Statele Unite operează 405 ICBM-uri în trei baze ale Forțelor Aeriene ale Statelor Unite ale Americii. Singurul model folosit este LGM-30G Minuteman-III. Toate rachetele anterioare ale Forțelor Aeriene ale Statelor Unite ale Americii Minuteman II au fost distruse în conformitate cu START II, iar silozurile lor de lansare au fost sigilate sau vândute publicului. Puternicile rachete MIRV Peacekeepers au fost eliminate treptat în 2005.
Forțele de Rachete Strategice Ruse au 286 de ICBM-uri capabile să livreze 958 de rachete nucleare: 46 de silozuri R-36, 30 de silozuri UR-100N, 36 de rachete mobile RT-2PM Topol,60 de silozuri RT-2UTTH Topol M, 18 rachete mobile RT-2UTTH "Topol M" (SS-27) , 84 de rachete mobile RS-24 ”YARS”, și 12 rachete bazate pe silozuri “YARS” RS-24.

### Arsenal de rachete
O rachetă anti-balistică este o rachetă care poate fi lansată pentru a contracara un ICBM nuclear sau nenuclear. ICBM-urile pot fi interceptate în trei faze ale traiectoriei lor: faza de lansare, faza intermediară sau faza terminală. În prezent China, SUA, Rusia, Franța, India și Israel au dezvoltat sisteme anti-balistice, dintre care sistemul rusesc anti-balistic A-135, și baza US Ground-Based Midcourse Defense, Sistemele au capabilitatea de a intercepta ICBM-urile care transportă rachete nucleare, chimice, biologice sau convenționale.

### Rachete balistice ale SUA (actuale și foste)
- Atlas (SM-65, CGM-16)
- Titan I (SM-68, HGM-25A)
- Titan II (SM-68B, LGM-25C)
- Minuteman I (SM-80, LGM-30A/B, HSM-80)
- Minuteman II (LGM-30F)
- Minuteman III (LGM-30G) — în serviciu activ (2006) 450 de rachete
- LGM-118A Peacekeeper / MX (LG-118A, MX) — siloz terestru. Scoasă din serviciu în mai 2006
- Midgetman
- Polaris A1, A2, A3 — (UGM-27/A/B/C) SLBM-uri scoase din serviciu
- Poseidon C3 — (UGM-73) SLBM scoase din serviciu
- Trident — (UGM-93A/B) SLBM — Trident II (D5) serviciu activ

### Sovietice/Rusești
- SS-6 SAPWOOD / R-7 / 8K71
- SS-7 SADDLER / R-16
- SS-8 SASIN / R9
- SS-9 SCARP
- SS-11 SEGO
- SS-17 SPANKER
- SS-18 SATAN / R-36M2 / Voivode
- SS-19 STILETTO
- SS-24 SCALPEL / RT-23
- SS-25 SICKLE / Topol
- SS-27 / RT-2UTTH Topol M

### Republica Populară Chineză
Dong Feng 
- DF-3
- DF-5 CSS-4 — serviciu activ, lansare din siloz terestru , 12,000km rază de acțiune(DF-5A 13,000km)
- DF-6 —
- DF-22 — .
- DF-31 CSS-9 — siloz terestru și mobil, 8,000km rază de acțiune (DF-31A 10,000km)
- DF-41 CSS-X-10 —

### Israel
Jericho III — Rază 6,000 km 

### India
- Surya

### Pakistan
- Shaheen III (rachetă)

### Iran
- Shahab 3 4,500 km rază de acțiune

## Submarine cu rachete balistice
- Submarin clasa George Washington
- Submarin clasa Ethan Allen
- Submarin clasa Lafayette
- Submarin clasa Benjamin Franklin
- Submarin clasa Ohio
- Submarin clasa Resolution
- Submarin clasa Vanguard
- Submarin clasa Typhoon
- Submarin clasa Delta IV
- Submarin clasa Redoutable
- Submarin clasa Triomphant
- Submarin clasa Xia

## Galerie de imagini

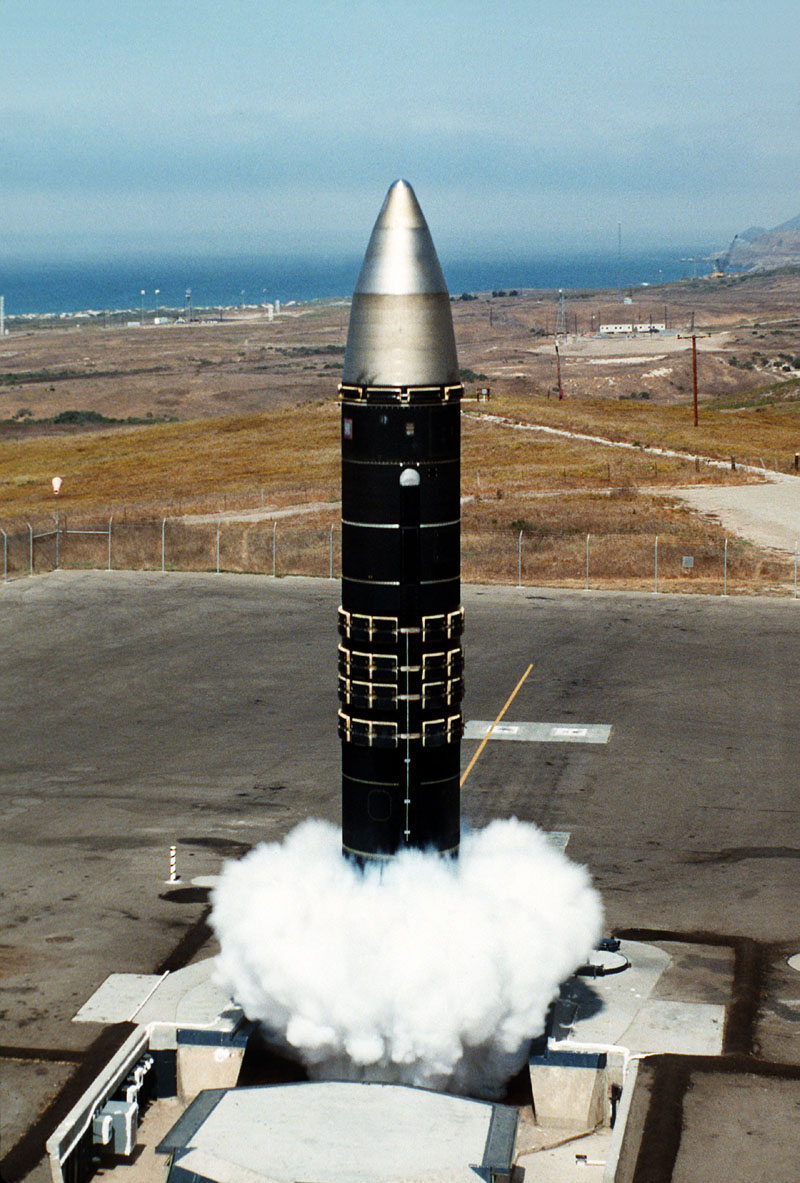
Racheta balistică intercontinentală LGM-118A Peacekeeper, cea mai avansată armă din categorie
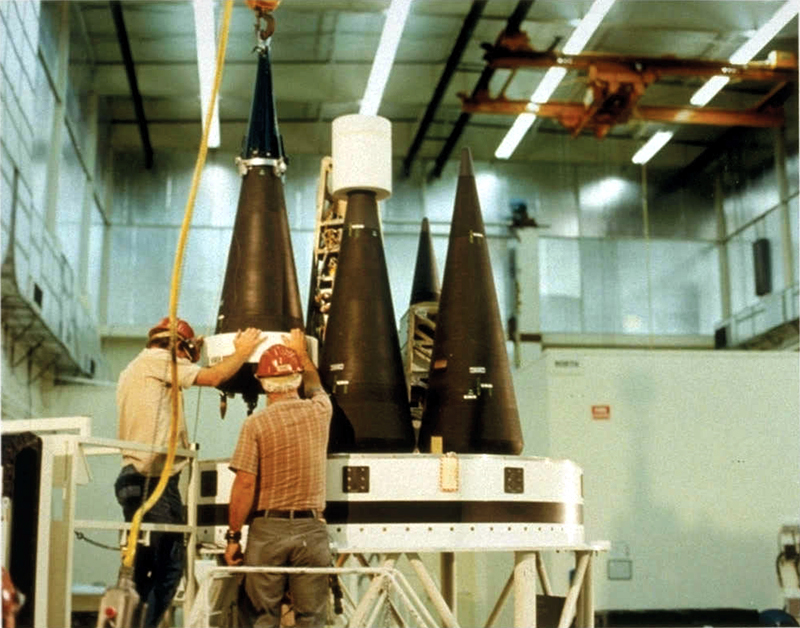
Vehicule de reintrare multiple Mk-21 cu capete de luptă termonucleare W87 pentru racheta Peacekeeper
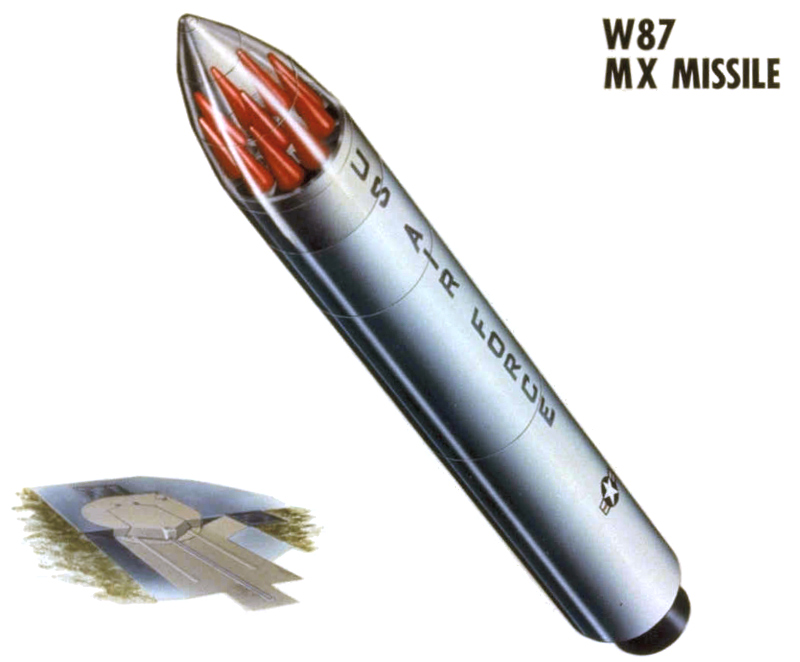
Schema rachetei Peacekeeper cu vehicule de reintrare multiple
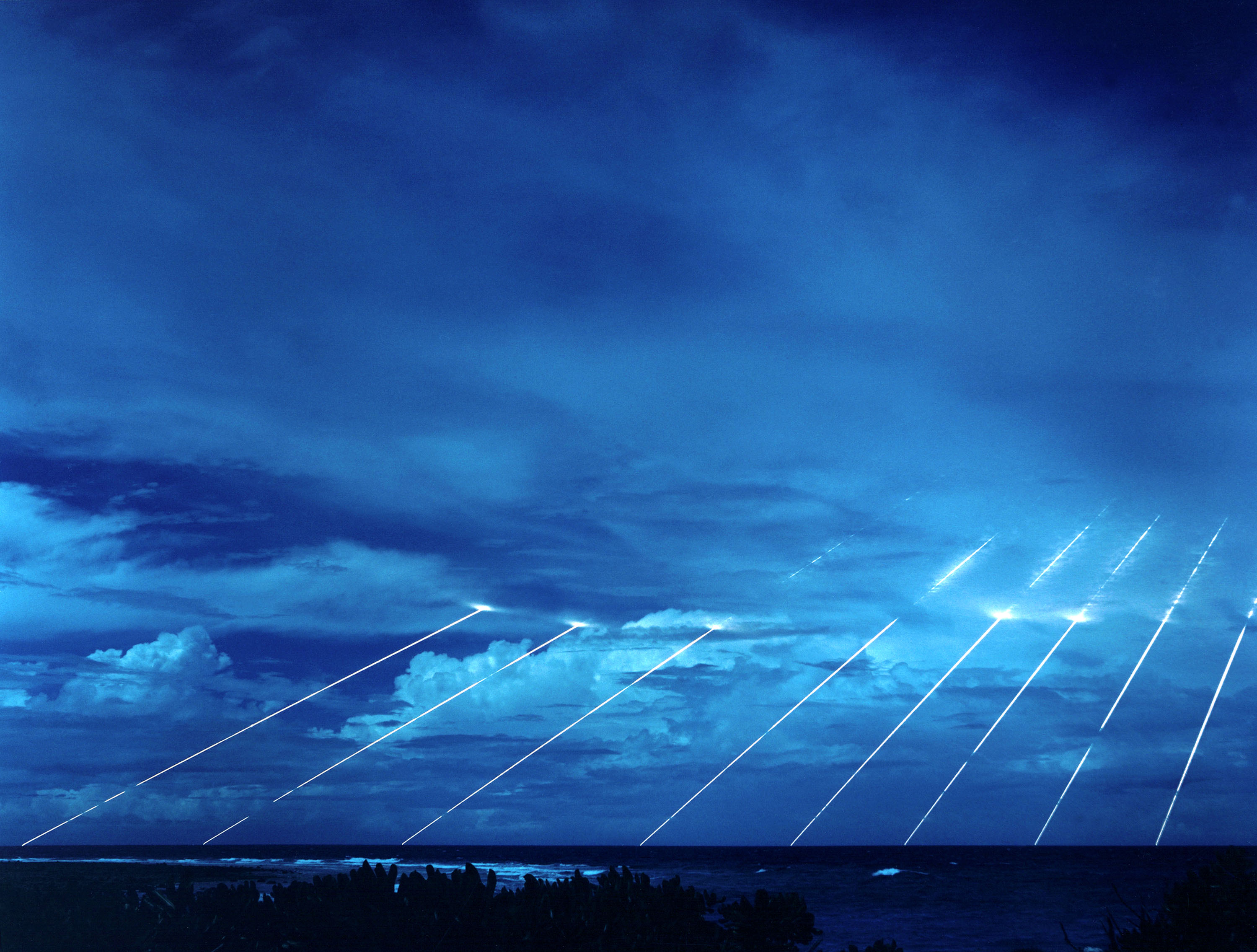
Fiecare dintre cele opt linii reprezintă câte un vehicul de reintrare independent, lansat de pe racheta Peacekeeper, care acum coboară spre ținta virtuală
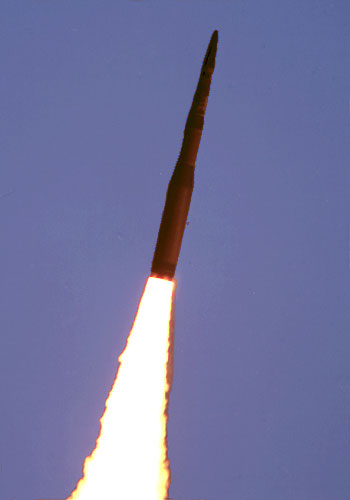
Rachetă Minuteman II
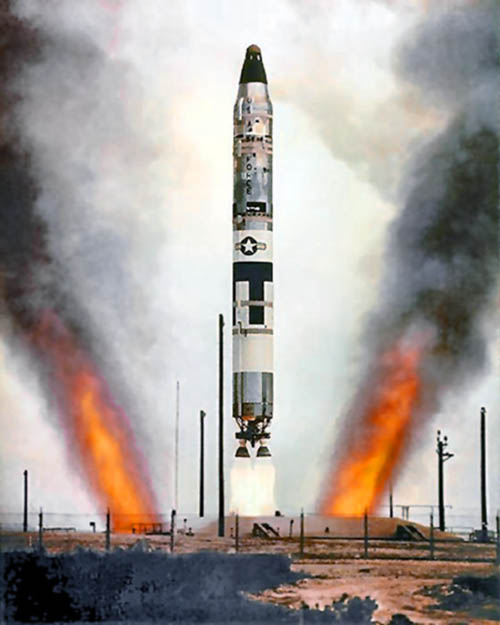
Rachetă Titan II
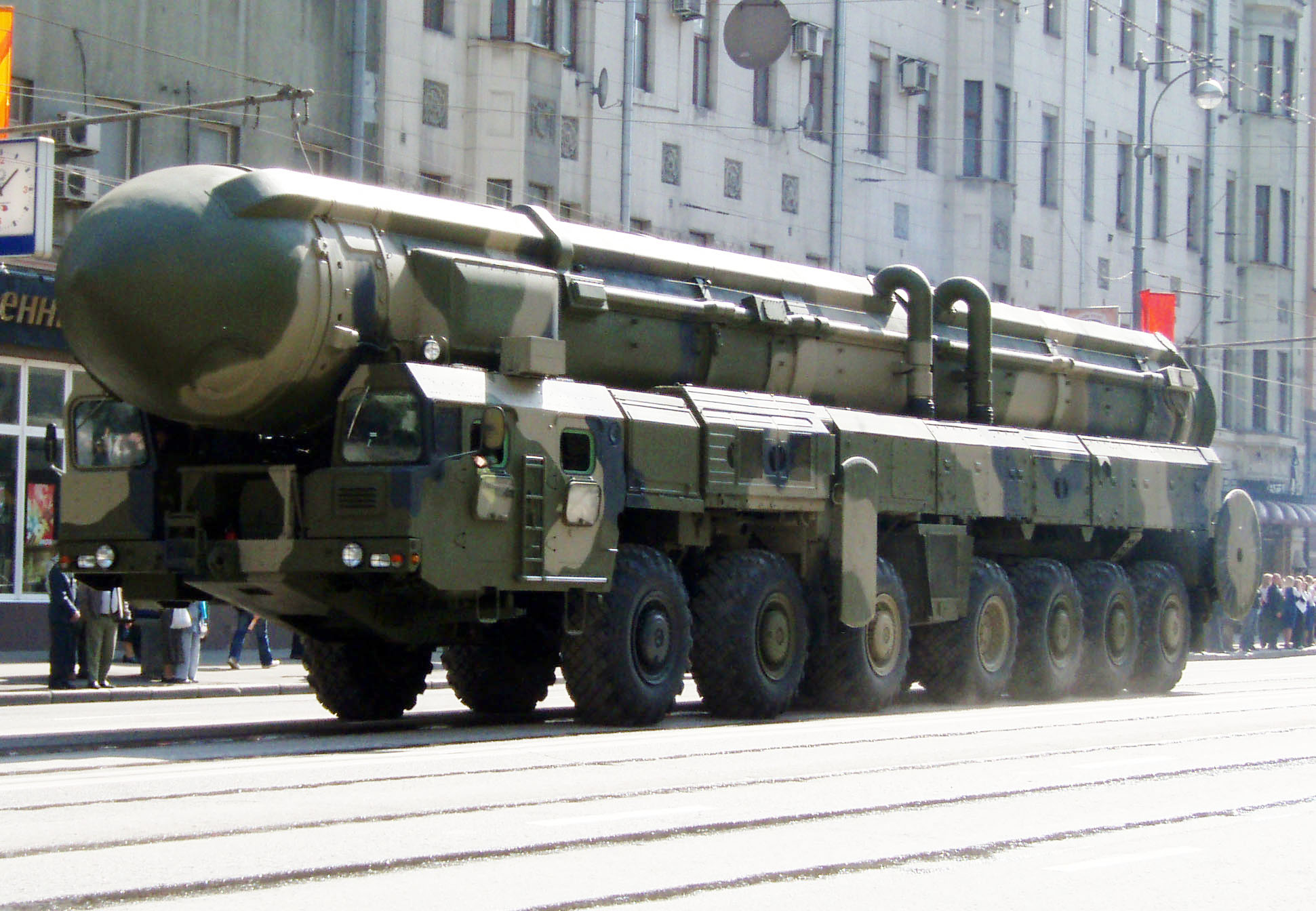
Rachetă balistică intercontinentală SS-25 Sickle cu rampă de lansare mobilă
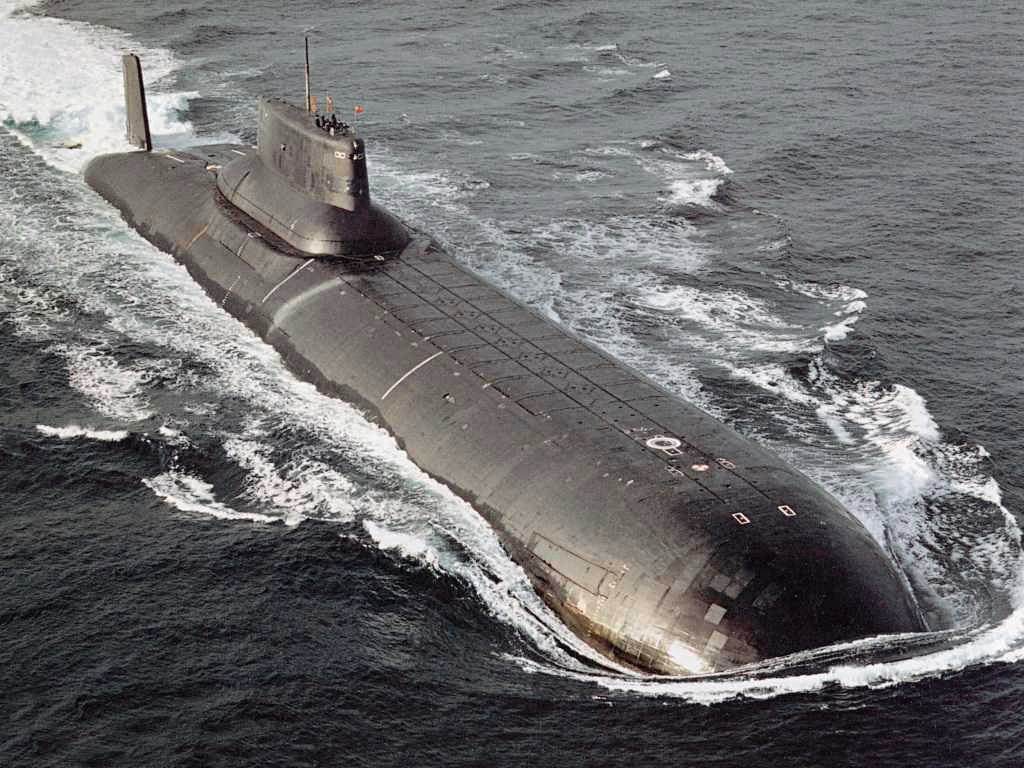
Submarin sovietic clasa Taifun cu rachete balistice